# Michael Hermonius
Michael Hermonius, född 6 januari 1680 i Norrbärke församling, död 31 januari 1749 i Stockholm, var en svensk präst.

## Biografi
Michael Hermonius föddes 1680 på Frubo i Norrbärke församling. Han var son till bergsmannen Herman Michelsson och Kerstin Jönsdotter. Hermonius blev 7 november 1700 student vid Uppsala universitet och prästvigdes 17 september 1711 i Västerås domkyrka. Han blev huspredikant hos kungliga rådet Gustaf Cronhielm af Flosta och 20 maj 1715 rektor vid Västerås trivialskola. År 1716 var han opponent vid prästmötet i Västerås stift. Hermonius blev 1716 komminister i Sankt Nikolai församling i Stockholm, tillträdde 1 maj 1717 och blev 31 oktober 1728 kyrkoherde i Hedvig Eleonora församling, tillträdde 1 maj 1729. Han blev 1 september 1729 assessor i Stockholms konsistorium och 6 november 1730 kyrkoherde i Maria Magdalena församling, tillträdde 1 maj 1731. Hermonius avled 1749 i Stockholm.
Hermonius var riksdagsman vid riksdagen 1731, riksdagen 1738–1739 och riksdagen 1742–1743.

### Familj
Hermonius gifte sig 1716 i Västerås med Christina Arosell (1687–1752). Hon var dotter till rådmannen Henrik Arosell och Catharina Sleicker i Västerås. De fick tillsammans barnen Catharina Hermonius (1717–1765) som var gift med lagmannen Johan Arent Bellman, Herman Hermonius (1720–1722), Christina Elisabet Hermonius (1721–1722), vice notarien Michael Hermonius (1724–1758) och registratorn Henrik Hermonius (1727–1759) vid Stora sjötullen.